# Nazionale maschile di rugby a 15 della Libia
La nazionale di rugby XV della Libia rappresenta la Libia nel rugby a 15 in ambito internazionale. La Libia non è iscritta all'IRB.